# Reteporella beaniana
Reteporella beaniana är en mossdjursart som först beskrevs av King 1846.  Reteporella beaniana ingår i släktet Reteporella och familjen Phidoloporidae. Arten är reproducerande i Sverige. Inga underarter finns listade i Catalogue of Life.